# Premilcuore
Premilcuore es un municipio situado en el territorio de la provincia de Forlì-Cesena, en Emilia-Romaña (Italia).

## Demografía
| Gráfica de evolución demográfica de Premilcuore entre 1861 y 2001 |
|                                                                   |
| Fuente ISTAT - elaboración gráfica de Wikipedia                   |